# Азиатско пустинно коприварче
Азиатско пустинно коприварче (Sylvia nana) е вид птица от семейство Коприварчеви (Sylviidae).

## Разпространение
Видът е разпространен в Афганистан, Алжир, Азербайджан, Бахрейн, Джибути, Египет, Еритрея, Етиопия, Западна Сахара, Иран, Ирак, Израел, Йордания, Йемен, Китай, Казахстан, Кувейт, Катар, Либия, Мали, Мавритания, Монголия, Мароко, Нигер, Оман, Обединените арабски емирства, Саудитска Арабия, Сомалия, Судан, Сирия, Таджикистан, Тунис, Туркменистан и Узбекистан.